# STS-124
STS-124 fue una misión de la NASA, parte del Programa del Transbordador Espacial, efectuada con el Transbordador Discovery. Éste se desplazó hasta la Estación Espacial Internacional para instalar nuevos módulos, sustituir y aprovisionar a los astronautas de esta plataforma espacial. Su lanzamiento se produjo el 31 de mayo de 2008.

## Tripulación
- Mark E. Kelly (3) - Comandante[2]
- Kenneth Ham (1) - Piloto  Estados Unidos
- Karen L. Nyberg (1) - Especialista de la misión 1  Estados Unidos
- Ronald J. Garan, Jr. (1) - Especialista de la misión 2  Estados Unidos
- Michael E. Fossum (2) - Especialista de la misión  3  Estados Unidos
- Akihiko Hoshide (1) - Especialista de la misión  4 -  Japón JAXA

*Los números entre paréntesis indican las misiones STS realizadas hasta la fecha incluyendo esta.

### Despegue de miembros de laExpedición 17
- Gregory Chamitoff (1) - Ingeniero de vuelo

### Aterrizaje de miembros de laExpedición 17
- Garrett Reisman (1) - Ingeniero de vuelo

## Objetivo de la misión
La misión STS-124 fue el segundo vuelo de tres encargado de montar el módulo japonés KIBO en la Estación Espacial Internacional
Además colocaron en la posición definitiva el módulo de logística del laboratorio que fue junto al módulo japonés, ya que durante la misión STS-123 éste fue colocado en un emplazamiento provisional.